# Glyphomerus parvulus
Glyphomerus parvulus är en stekelart som beskrevs av Zerova och Seryogina 2000. Glyphomerus parvulus ingår i släktet Glyphomerus och familjen gallglanssteklar.
Artens utbredningsområde är Turkmenistan. Inga underarter finns listade i Catalogue of Life.